# Colotis eris
Colotis eris är en fjärilsart som först beskrevs av Johann Christoph Friedrich Klug 1829.  Colotis eris ingår i släktet Colotis och familjen vitfjärilar. IUCN kategoriserar arten globalt som livskraftig.
Artens utbredningsområde är Sudan. Inga underarter finns listade i Catalogue of Life.